# 僕と世界の方程式
『僕と世界の方程式』（ぼくとせかいのほうていしき、原題：X+Y、米題：A Brilliant Young Mind）は2014年にイギリスで製作されたドラマ映画である。監督はモーガン・マシューズ、主演はエイサ・バターフィールドとレイフ・スポールが務めた。本作はマシューズが2007年に製作したドキュメンタリー映画『Beautiful Young Minds』をドラマ化した作品である。

## あらすじ
ネイサン・エリスは9歳のときに父親を自動車事故で亡くしていた。ネイサンは自閉症と診断されていたが、父親とだけは普通に意思疎通を図ることが出来ていた。ネイサンは母親のジュリーを愛していたが、彼女との身体的接触の一切を拒絶し、まるで家政婦のように扱っていた。ネイサンが数学への興味を失っていないと確信したジュリーは、彼を転校させ、特進クラスに入れさせた。そこでネイサンは数学の才能に秀でた教師、マーティンと出会った。マーティンは多発性硬化症と闘いながらも、数学教育に従事していたのである。マーティンはネイサンにかつての自分を見て取った。数学の分野で将来を嘱望されながらも、病のために数学者としてのキャリアを捨てざるを得なかった自分の姿を。
7年後、マーティンはネイサンを国際数学オリンピックに出場させようとしていた。ケンブリッジ大学で開催される本戦のために、2人は台湾で行われていた2週間の数学キャンプに参加した。ネイサンはキャンプに参加するための試験に合格できるかどうか不安になっていたが、無事合格することが出来た。
キャンプに参加したネイサンは、自分よりも数学の才能がある人間たちを前に萎縮し、本来出せるはずの成果を果たせずにいた。また、周囲の人間と対話を取ることにも難儀していた。しかし、そんな彼を助けてくれた人間がいた。二人組を組むことになった中国人の女子学生、メイであった。彼女はネイサンが新しい環境に馴染めるように様々な配慮をしてくれたのだ。その結果、2人は何とか本戦出場の資格を獲得することが出来た。
帰国したネイサンがメイと会話している様子をみたジュリーは仰天した。息子が全くの他人と難なく会話し、しかも恋愛感情を抱いていることが見て取れたからである。ジュリーはネイサンに「メイのことが好きなのか」と尋ねた。ネイサンは愛という概念を十分に理解できなかったので、自分がメイに恋しているのかの判断がつかなかった。
そうしているうちに、ケンブリッジでの本戦の日がやってくるのだった。

## 配役
- エイサ・バターフィールド - ネイサン・エリス
- レイフ・スポール - マーティン・ハンフリーズ
- サリー・ホーキンス - ジュリー・エリス
- エディ・マーサン - リチャード
- ジョー・ヤン - チャン・メイ
- ジェイク・デイヴィス - ルーク・シェルトン
- アレクサ・デイヴィーズ（英語版） - レベッカ
- マーティン・マッキャン（英語版） - マイケル・エリス
- アレックス・ロウザー（英語版） - アイザック・クーパー
- エドワード・ベイカー=クローズ - 9歳のネイサン・エリス

## 史実との相違
ネイサン・エリスのモデルになったのは、アスペルガー症候群と診断されながらも2006年の国際数学オリンピックで銀メダルに輝いたダニエル・ライトウィングである。劇中、ネイサンのメンターとなったのは男性の数学教師だったが、ライトウィングのメンターは女性の数学者、ミギー・ビラーであった。ビラーはヨーク大学で数学者として活躍していた。
また、劇中では国際数学オリンピックがケンブリッジ大学で行われたことになっているが、実際にライトウィングが参加した大会はスロベニアで開催されていた。

## 評価
本作は批評家から賞賛されている。映画批評集積サイトのRotten Tomatoesには74件の評価があり、批評家支持率は86%、平均点は10点満点で6.6点となっている。サイト側による批評家の見解の要約は「『僕と世界の方程式』はしなやかで洞察に満ちた作品だ。よくある物語の底流にある豊かなドラマ性を見出せるほど知的な作品でもある」となっている。また、Metacriticには19件のレビューがあり、加重平均値は65/100となっている。
ビラーは本作のプレミア上映を見た後に、「私の隣に座っているダニエルと一緒に劇中の数学描写のおかしな点を指摘し合った。事実に基づく場面とそうでない場面を区別しながら見たのは面白かった。後ろに座っていたダニエルのお父さんも、冒頭の自動車事故のシーンを見ていた。彼は自分が死ぬシーンを見て何を思っただろうか？私だって、まさかレイフ・スポール氏が自分を演じることになろうとは想定していなかった。」「感動的で見事な出来映えの作品だった。エイサ・バターフィールド氏の演技には目を瞠るものがあった。」と述べている。また、ライトウィングは「私はあの映画を何回も鑑賞したが、最初の3回は泣いてしまった。当時の僕が感じていたものを見事に表現していたんだ。僕自身では言葉に出来なかったものを、映画は見せてくれた。」と絶賛している。